# Anja Backus
Anja Backus (* 15. Januar 1988 in Heinsberg) ist eine deutsche Musicaldarstellerin.                                                                                                                                                                            Ihre Stimmenlage ist Pop-Sopran, Broadway Belt und Mezzosopran.

## Leben
Anja Backus absolvierte ihr Studium 2011 an der Universität der Künste Berlin.
2015 war sie in der Castingshow The Voice of Germany dabei.

## Rollen im Theater & Musical
- 2010: Ensemble in One Touch of Venus
- 2011: Ein Herz sucht einen Parkplatz - Neuköllner Oper
- 2011: Gretchen in Mein Avatar und Ich - Neuköllner Oper
- 2012–2014: Gräfin Sztarey in Elisabeth - Vereinigte Bühnen Wien
- 2014–2016: Lisa, Leadsängerin, Marjourie in Dirty Dancing - Mehr-BB Entertainment
- 2016: Rosette in Der kleine Horrorladen - Burgfestspiele Bad Vilbel
- 2016: Ensemble in Evita - Burgfestspiele Bad Vilbel
- 2016: Cover Gloria / Angie in Rocky - Stage Entertainment Germany
- 2017, 2018: Caroline Neville in Titanic - Bad Hersfelder Festspiele
- 2017–2018: Ensemble / 1ste Cover Magda in Tanz der Vampire - Vereinigte Bühnen Wien
- 2018–2019: Ensemble / Cover Molly in Ghost – Nachricht von Sam - Stage Entertainment Germany
- 2019: Ensemble in Jesus Christ Superstar - Vereinigte Bühnen Wien
- 2019–2020: Magda in Tanz der Vampire - Stage Entertainment Germany im Metronom Theater (Oberhausen)
- 2020–2023: Magda in Tanz der Vampire - Stage Entertainment Germany im Palladium Theater (Stuttgart)
- 2023–2024 Magda in Tanz der Vampire - Stage Entertainment Germany im Operettenhaus (Hamburg)